# Shelley (krater)
För andra betydelser, se Shelley.
Shelley är en nedslagskrater på planeten Merkurius, med en diameter på ungefär 171 kilometer.
1979 uppkallades kratern efter författaren Percy Bysshe Shelley.